# Бобан Богосављевић
Бобан Богосављевић (Вршац, 26. април 1988)  је српски шаховски велемајстор. Добио је титулу ФИДЕ мајстора 2005. и 2008. титулу велемајстора.

## Значајнији турнири
| Назив турнира                                                    | Година | ЕЛО Рејтинг | Збир бодова |
| ---------------------------------------------------------------- | ------ | ----------- | ----------- |
| GM ASK 6 2022 (Аранђеловац)                                      | 2022   | 2523        | 6.0         |
| 15. Првенство СРБ 2021 (Стара планина)                           | 2021   | 2513        | 6.0         |
| 7. Куп Светозара Глигорића 2021 (Бачка Паланка)                  | 2021   | 2530        | 4.0         |
| ТЦх-СРБ Премиер 2020 (Рума)                                      | 2020   | 2493        | 10.5        |
| 3. Манојловићев Меморијал 2017 (Ваљево)                          | 2017   | 2509        | 6.5         |
| ПЕП 2017 (Београд)                                               | 2017   | 2525        | 7.5         |
| Екипно првенство Србије 2015 (Крагујевац)                        | 2015   | 2520        | 7.5         |
| Првенство Србије 2013 (Врњачка Бања)                             | 2013   | 2512        | 10.0        |
| Јуниорско првенство Србије (Златибор)                            | 2007   | 2491        | 9.0         |
| 14. Фестивал СЦГ за млађе од 18. година. (Врњачка Бања)          | 2006   | 2321        | 7.5         |
| Јуниорско првфенство СР Југославије (Суботица)                   | 2004   | 2227        | 10.0        |
| Првенство Србије и Црне горе за млађе од 16. година (Нишка Бања) | 2004   | 2224        | 6.5         |

На 3. Фестивалу Шаховског савеза Србије који је одржан у Параћину од 21. до 26. маја 2024. Богосављевић је освојио друго место са својом екипом Шаховског клуба "Јелица" у оквиру 10. Купа „Светозара Глигорића“. У оквиру Појединачног првенства Србије у убрзаном шаху освојио је прво место, а у оквиру Појединачног првенства Србије у брзопотезном шаху поделио је од првог до трећег места.